# 枡井雅一郎
枡井 雅一郎（ますい まさいちろう、1925年（大正14年）9月3日 - 2016年（平成28年）5月28日）は、昭和から平成時代の薬学者。日本薬学会有功会員。電気化学的手法を取り入れた薬学研究で知られる。

## 経歴・人物
東京都に生まれる。1949年（昭和24年）東京大学医学部薬学科を卒業後、同大学同学科の研究生、助手を経て、1954年（昭和29年）大阪大学医学部薬学科（のち薬学部として独立）講師となる。のち同助教授を経て、1965年（昭和40年）に教授、1973年（昭和48年）薬学部長となった。1989年（平成元年）定年退職（大阪大学名誉教授）。ほか、日本薬学会評議員、理事、近畿支部長などを歴任した。勲二等瑞宝章。